# Concerto per pianoforte e orchestra n. 3 (Bartók)

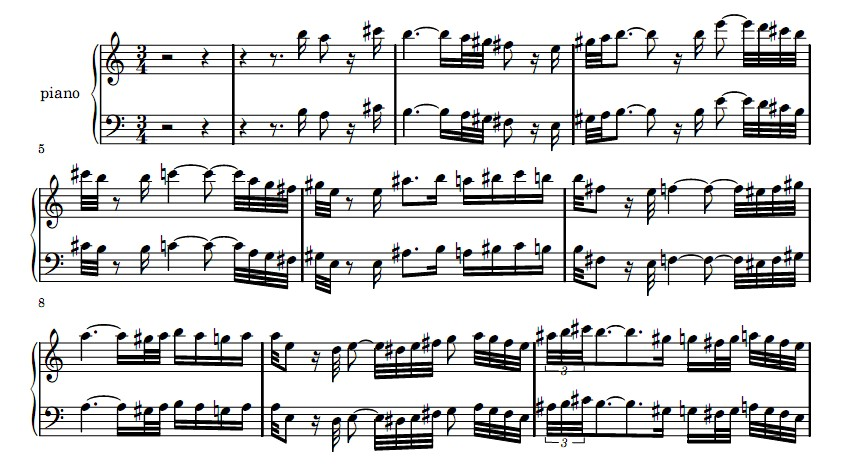

Il Concerto n° 3 per pianoforte e orchestra, Sz. 119 fu l'ultima opera composta dal musicista ungherese Béla Bartók.

## Storia
Durante l’estate del 1945, Bartók doveva trascorrere le vacanze assieme alla moglie presso la casa del violinista Yehudi Menuhin (per il quale aveva composto la Sonata per solo violino), quando una polmonite lo costrinse a rinunciare a qualsiasi spostamento. Nel corso delle lunghe ore di riposo che la malattia gli imponeva, il compositore trascorreva il tempo leggendo i Corali di Johann Sebastian Bach; se compiva una passeggiata all’aperto, portava con sé un’edizione tascabile dei quartetti per archi di Ludwig van Beethoven. Appena le forze glielo permisero, iniziò a lavorare sulla partitura del Terzo Concerto per pianoforte alla quale si dedicò ininterrottamente per tutta la stagione estiva, riuscendo a portare il lavoro quasi a compimento, se si eccettuano le ultime 17 battute, poi ricostituite dal discepolo Tibor Serly in base alle ultime indicazioni raccolte. 
Il Concerto voleva  essere un dono alla moglie Ditta Pásztory, valente pianista, la quale tuttavia, prostrata dalla morte del marito, non avrebbe mai suonato l’opera. La prima esecuzione spettò pertanto al pianista ungherese György Sándor, amico di Bartók, che lo eseguì l'8 febbraio 1946 con l’accompagnamento dell’Orchestra di Filadelfia diretta da Eugene Ormandy.

## Struttura
Per Massimo Mila, il Terzo Concerto per pianoforte fa parte del periodo in cui il genio irrequieto di Bartók si volge verso una pensosa religiosità, verosimilmente per trovare conforto dalle sofferenze della vita quotidiana e dalla nostalgia della patria lontana. Nel Terzo Concerto, come pure nel Concerto per viola, «l’arte di Bartók sembra assurgere ad una serena pacatezza di contemplazione suprema. Una semplice chiarezza strutturale e tonale caratterizza il Terzo Concerto per pianoforte. È istruttivo il confronto con gli altri due Concerti pianistici che l’avevano preceduto, nel 1926 e nel 1928. Là lo strumento solista, trattato brutalmente in maniera percussiva, si ergeva ad antagonista della potente e compatta massa orchestrale. Qui, niente di simile: ogni idea di sfida, di competizione è esclusa. Il pianoforte canta, propone e l’orchestra raccoglie, sviluppa, integra le proposte del solista. Lo spirito del Concerto è ora quello di una collaborazione armoniosa, di una cosmica organicità che all’artista si è rivelata nella luce diffusa dell’estrema saggezza».
Anche Giacomo Manzoni sottolinea come nel Terzo Concerto si riscontra «un clima disteso e sereno, da cui sono bandite le convulsioni ritmiche che costituivano il fascino del Bartók del periodo di mezzo. Il rapporto tra solo e orchestra si fa meno drammatico, il pianoforte diventa uno strumento quasi concertante, dove sarebbe vano ricercare l’impervio virtuosismo dei due concerti precedenti».

### Allegretto
Il primo tema del movimento iniziale è presentato dal pianoforte con l’accompagnamento dei timpani e del quieto mormorio degli archi; fa seguito l’orchestra che dialoga con il solista nell’esposizione di una melodia di marcata impronta popolare. L’atmosfera di fondo, dal tono quasi impressionistico, rimane dominante per quasi tutto lo svolgimento del movimento ed è interrotta solo episodicamente dall’apparizione di alcune sezioni drammatiche. 

### Adagio religioso
Il movimento centrale rappresenta un’oasi di pace e di raccoglimento, in cui gli archi in pianissimo fanno da sfondo con la loro tersa sonorità agli interventi del pianoforte; l’impressione all’ascolto è quella di un’atmosfera particolarmente intima, con una parte in corale ed un’altra scintillante ed impressionista che conduce senza interruzione al finale.

### Allegro vivace
Il finale è in tempo di 3/8, ricco di ritmi in contrattempo; con il suo brio richiama l’immagine di una vivace e trascinante danza campagnola. Dei tre movimenti esso è di certo il più arduo e impegnativo per il pianista e l’ascoltatore avvertirà la presenza di fugati in stile bachiano, rivelatori dell’atteggiamento classicheggiante dell’ultimo Bartók .